# Greg Kot
Greg Kot (nacido el 3 de marzo de 1957) es un periodista y escritor estadounidense. Ha sido crítico de rock del Chicago Tribune desde 1990. Su biografía de Wilco y el estado de la industria musical, Wilco: Learning How to Die, se publicó en 2004 a través de la editorial Doubleday/Broadway Books. Contribuye de forma regular con la revista Rolling Stone y otras publicaciones de Estados Unidos, además de ser analista musical de Fox-TV. También ha colaborado con la Encyclopaedia Britannica y ha escrito varios libros, entre otros Harrison, a Rolling Stone tribute to George Harrison; The Trouser Press Guide to '90s Rock; y el Rolling Stone Album Guide. También aparece en el programa de radio semanal Sound Opinions con el crítico musical de Chicago Sun-Times, Jim DeRogatis.